# (24907) Alfredhaar
(24907) Alfredhaar (1997 CO4) – planetoida z pasa głównego asteroid okrążająca Słońce w ciągu 3,85 lat w średniej odległości 2,45 j.a. Odkryta 4 lutego 1997 roku.